# Mantle (API)
Mantle (рус. мантл
) — спецификация низкоуровневого API, разработанная компанией AMD в качестве альтернативы Direct3D и OpenGL. В настоящее время поддерживается лишь графическими процессорами AMD архитектуры GCN (Graphics Core Next, англ. следующее графическое ядро), хотя есть предположение, что другие производители GPU могли бы реализовать её в будущем.
Разработанный Khronos Group, тем же консорциумом, который разработал OpenGL, Vulkan является потомком AMD Mantle, унаследовав мощную архитектуру с низкими издержками, которая предоставляет разработчикам программного обеспечения полный доступ к производительности, эффективности и возможностям графических процессоров Radeon и многопроцессорных систем.

## Преимущества
- AMD утверждает, что Mantle может обрабатывать до девяти раз больше запросов на отрисовку в секунду, чем сопоставимые API, за счет снижения нагрузки на процессор.
- Более точный контроль над аппаратными средствами.
- Все аппаратные возможности предоставляются через API.
- Возможны новые методы визуализации.
- Прямой доступ к памяти GPU.
- Совместимость с Direct3D и HLSL для упрощения портирования.
- Независимость разработчиков игр от существующих драйверов GPU AMD.
- Упрощение разработки кросс-платформенных игр для ПК и консолей (теоретически, все низкоуровневые запросы, написанные для ПК, будут понятны новым APU Playstation 4 и Xbox One).
- Прирост производительности по сравнению с более высокоуровневыми API, такими как Direct3D и OpenGL.

## Использование
Во время презентации «GPU 14 Tech Days» было объявлено, что Frostbite 3 будет иметь поддержку Mantle. Первой игрой, использующей Frostbite 3, стала Battlefield 4: патч, который активировал поддержку Mantle, игра получила 30 января 2014 года.
Подразделение разработчиков EA DICE работает ещё над 15 новыми проектами (Need For Speed: Rivals, Dragon Age: Inquisition, Plants vs. Zombies: Garden Warfare, Mirror’s Edge, новой игры из серии Mass Effect и других) на движке Frostbite 3, которые «из коробки» будут поддерживать Mantle.
На GDC 2014 Джеват Йерли анонсировал поддержку Mantle в CryEngine и заявил, что, благодаря Mantle, разработчики, использующие Cryengine, смогут достичь уровня CG-графики. Йерли считает, что, используя Mantle, CryEngine станет первым движком, который предложит визуальное качество CG. Кроме того, Crytek должны скоро представить результаты сотрудничества между AMD и CryEngine.

## Поддержка от AMD
Последним драйвером с официальной поддержкой графического API является версия 9.1.10.0295 на базе архитектуры графического драйвера WDDM 2.5 (входит в состав пакета AMD Radeon Software 19.4.3 от 22 апреля 2019 года).
Несмотря на это, AMD продолжала развивать Mantle API внутри компании. Были выпущены следующие версии драйверов на базе архитектуры графического драйвера WDDM 2.6: 9.1.10.0313, 9.1.10.0316, 9.1.10.0321, 9.1.10.0334, на базе архитектуры графического драйвера WDDM 2.7: 9.1.10.0340, 9.1.10.0350, 9.1.10.0372, 9.1.10.0386, 9.1.10.0395, 9.1.10.0405, а также драйвер на базе архитектуры графического драйвера WDDM 3.0: 9.1.10.0414. Так, актуальным драйвером графического API является версия 9.1.10.0414 (входит в состав пакета AMD Radeon Software 21.9.1 от 13 сентября 2021 года). К релизу этой версии размер драйвера увеличился более чем в 2 раза. Были добавлены новые функции и расширения (разработчики AIDA64 добавили новые расширения в версии 6.20.5312 beta от 15 декабря 2019 года). Использовать драйвер версии 9.1.10.0313 (и более поздние) на данный момент невозможно, так как видеокарты, имеющие аппаратную поддержку графического интерфейса, не инициализируют Mantle API на базе архитектуры графических драйверов WDDM 2.6, WDDM 2.7 и WDDM 3.0.
Начиная с пакета AMD Radeon Software 21.12.1 от 02 декабря 2021 года компания перестала указывать версию графического интерфейса и версию WDDM драйвера, тем самым прекратив какую-либо поддержку Mantle API.

## Mantle на Linux и консоли Steam Machine
Ричард Хадди (Richard Huddy) вернулся в AMD после трёх лет работы на графическое подразделение Intel. В беседе с ресурсом PC World он заявил о том, что низкоуровневый графический API Mantle появится и на платформе Linux: компания действительно собирается со временем направить свои ресурсы для переноса своего API на эту платформу. По его мнению, новый графический API может предоставить ряд преимуществ игровым системам Valve, работающим под управлением Steam OS (основана на Linux). Время планируемого появления Mantle для Linux пока не называется.

## Аппаратная поддержка
В настоящее время поддерживаются следующие серии продуктов, основанные на архитектурах Graphics Core Next и Radeon DNA:
- гибридные центральные процессоры AMD (семейство «Kaveri»);
- AMD Radeon HD 7000 Series;
- AMD Radeon HD 8000 Series (OEM);
- AMD Radeon R7 Series;
- AMD Radeon R9 Series;
- AMD Radeon R9 Fury;
- AMD Radeon RX 400 Series;
- AMD Radeon RX 500 Series;
- AMD Radeon RX 600 Series (OEM);
- AMD Radeon RX Vega Series;
- AMD Radeon RX Vega M Series;
- AMD Radeon 2nd Generation Vega;
- AMD Radeon RX 5000 Series;
- AMD Radeon RX 6000 Series.

## Игровые движки с поддержкой Mantle
- Frostbite Engine (DICE)
- Unreal Engine (Epic Games)
- Asura (Rebellion)
- CryEngine (Crytek)
- Panta-Rhei (Capcom)

## Игры с поддержкой Mantle
- Battlefield 4
- Thief (2014)
- Sniper Elite 3
- Sid Meier’s Civilization: Beyond Earth
- Plants vs. Zombies: Garden Warfare
- Star Swarm (Benchmark)
- Dragon Age: Inquisition
- Battlefield Hardline
- Star Wars: Battlefront (2015) (в отложенном импорте (таблица IMAGE_DIRECTORY_ENTRY_DELAY_IMPORT) присутствуют библиотеки mantle64.dll и mantleaxl64.dll, а также d3d12.dll, но игра реализована на DirectX 11)